# Sportvagns-VM 1979
Sportvagns-VM 1979 kördes över totalt 9 omgångar.

## Delsegrare
| Bana                   | Vinnare                                       | Märke   |
| ---------------------- | --------------------------------------------- | ------- |
| Daytona 24-timmars     | Ted Field Danny Ongais Hurley Haywood         | Porsche |
| Mugello 6-timmars      | Bob Wollek Manfred Schurti John Fitzpatrick   | Porsche |
| Dijon 6-timmars        | Bob Wollek Manfred Schurti Jacky Ickx         | Porsche |
| Silverstone 6-timmars  | Bob Wollek Hans Heyer John Fitzpatrick        | Porsche |
| Nürburgring 1000 km    | Bob Wollek Manfred Schurti John Fitzpatrick   | Porsche |
| Pergusa 6-timmars      | Riccardo Patrese Carlo Facetti                | Lancia  |
| Watkins Glen 6-timmars | Don Whittington Bill Whittington Klaus Ludwig | Porsche |
| Brands Hatch 6-timmars | Klaus Ludwig Axel Plankenhorn                 | Porsche |
| Vallelunga 6-timmars   | Enzo Calderari Willi Spavetti Rolf Moritz     | Porsche |

## Märkes-VM
| Plats | Märke   | Poäng |
| ----- | ------- | ----- |
| 1     | Porsche | 140   |
| 2     | Fiat    | 50    |
| 3     | BMW     | 33    |
| 4=    | Ford    | 30    |
| 4=    | Ferrari | 30    |